# Øystein Sundes 40 beste
Øystein Sundes 40 beste är ett samlingsalbum med Øystein Sunde, utgivet 1991 av skivbolaget Musikkproduksjon AS/Tomato Records som ett dubbelalbum. Albumet återutgavs 1992 av Spinner Records. Nya återutgåvor, nu med två bonusspår, utgavs av Spinner Records 1994 och 2002.

## Låtlista
Sida 1 (LP 1)
1. "Jaktprat" (från 1001 fnatt) – 2:27
2. "Super-SS-Rally-GT-Fastback-Hardtop-Sprint" (från 1001 fnatt) – 1:42
3. "Sigurd Jorsalfar" (från 1001 fnatt) – 2:19
4. "Fire melk og Dagbla' for i går" (från 1001 fnatt) – 1:23
5. "På Lambertseterbanen" (från 1001 fnatt) – 2:37
6. "Piken fra konfeksjonsfabrikken" (från Det året det var så bratt) – 2:05
7. "Fender-slåtten" (från Det året det var så bratt) – 3:15
8. "Hvis dine ører henger ned" (från Det året det var så bratt) – 2:28
9. "To igjen" (från Det året det var så bratt) – 1:59
10. "Det året det var så bratt" (från Det året det var så bratt) – 2:14

Sida 2 (LP 1)
1. "Fanitullen" (från Som varmt hvetebrød i tørt gress) – 3:00
2. "Sjømannen og vannsenga" (från Ikke bare tyll) – 2:18
3. "Kjepper i romjula" (från På sangens vinger) – 2:32
4. "Vippetangen konditori" (från På sangens vinger) – 2:38
5. "Det ække lett å værra kuul" (från På sangens vinger) – 2:39
6. "Ferietips" (från singeln "Valdresmarsjen"/"Ferietips") – 2:33
7. "Pub-til-pub-skoa" (från Hærtata hørt) – 2:28
8. "Samba til trøst" (från Hærtata hørt) – 2:28
9. "Forbikjøring" (från Hærtata hørt) – 1:49
10. "Odals-reggae" (från Hærtata hørt) – 1:48

Sida 3 (LP 2)
1. "Sjæddåvv-bandet" (från Hærtata hørt) – 3:11
2. "2003, en butikk-odyssé" (från Hærtata hørt) – 2:08
3. "Byens Hi-Fi asyl" (från Hærtata hørt) –
4. "Svigerfars motorsag" (från Barkebille boogie) –
5. "Barkebille boogie" (från Barkebille boogie) –
6. "Liten og grønn" (från Barkebille boogie) –
7. "Modællfly og radiostyrt" (från Barkebille boogie) –
8. "Tyskleksa" (från Barkebille boogie) –
9. "Vi pusser opp på badet (sjarmør i pels nr. 2)" (från I Husbukkens tegn) – 3:00
10. "Bleieskiftarbeider" (från I Husbukkens tegn) – 3:05

Sida 4 (LP 2)
1. "Påsketur" (från I Husbukkens tegn) – 3:02
2. "Pendler'n" (från I Husbukkens tegn) – 3:44
3. "Mesterkokken" (från I Husbukkens tegn) – 2:12
4. "Hummerteiner og krabbefelt" (från Overbuljongterningpakkmesterassistent) – 3:00
5. "Da er rådyra gode" (från Overbuljongterningpakkmesterassistent) – 3:25
6. "Nattoget" (från Overbuljongterningpakkmesterassistent) – 2:18
7. "Gåsemor" (från Overbuljongterningpakkmesterassistent) – 2:42
8. "Kjekt å ha" (från Kjekt å ha) – 4:25
9. "Ambassanova" (Nyinspelning) – 3:07
10. "Gammal Amazon" (Nyinspelning) – 2:58

Bonusspår på 1994- och 2002-utgåvan
1. "Frk. Bibelstripp" (från singeln "Frk. Bibelstripp"/"Rope på Rolf") – 2:34
2. "FBI" (från singeln "Snøfreser'n"/"FBI") – 4:40